# Квасеницеві

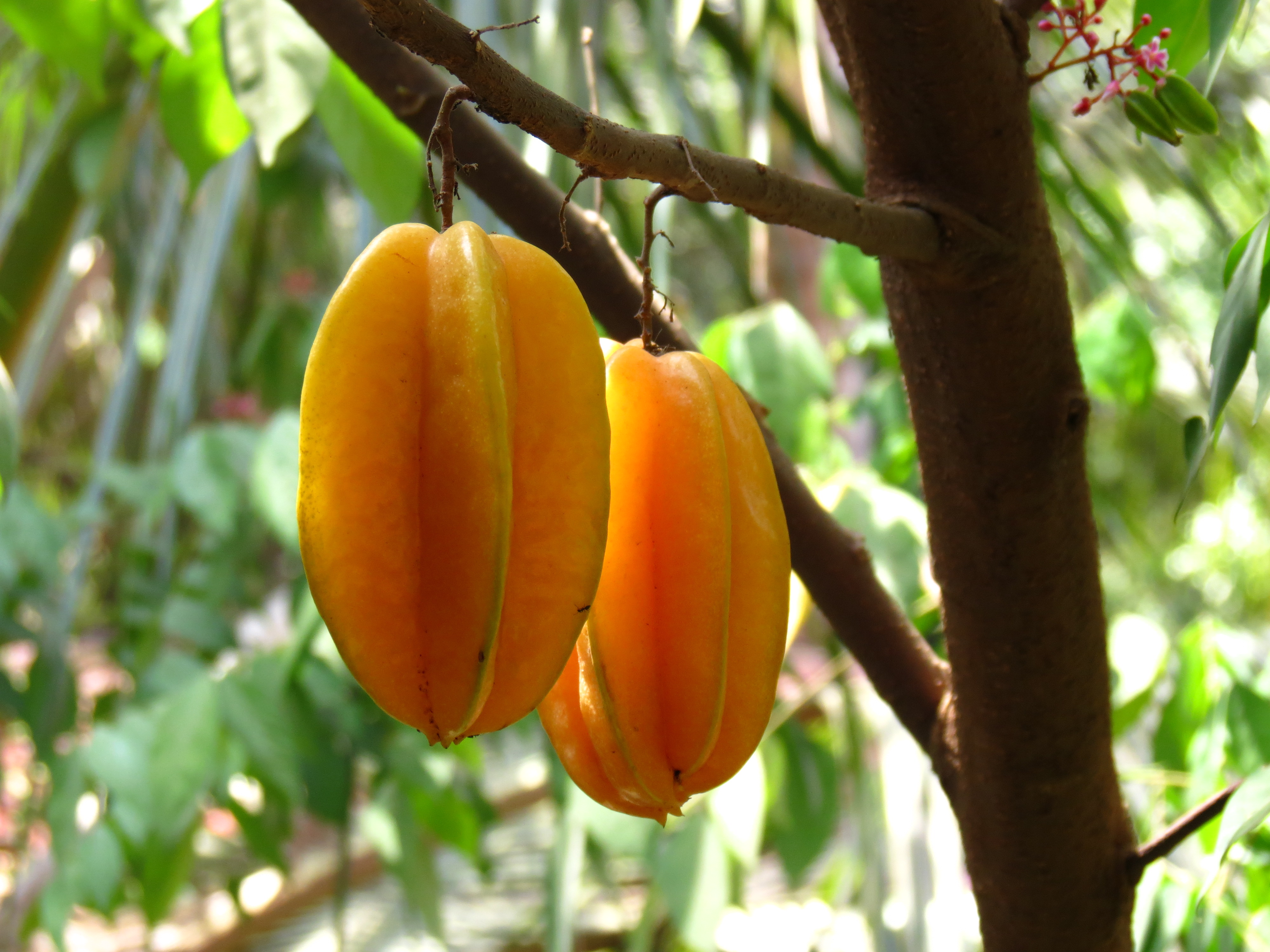
Плоди карамболи (Averrhoa carambola)

Квасени́цеві (Oxalidaceae) — родина квіткових рослин, яка входить у порядок квасеницецвіті.

## Опис
Більшість видів — багаторічні трав'янисті рослини з м'ясистими бульбами або цибулинами, але зустрічаються також чагарники, невеликі дерева та великі деревоподібні ліани.
Листки чергові, пальчасто- або перистоскладні, без прилистків. Квітки у суцвіттях або поодинокі, двостатеві, п'ятичленні. Іноді пелюстки при основі зрощені. Тичинок 10 зі зрослими при основі нитками.
Плід — коробочка або ягода.

## Поширення
Представники родини поширені переважно у тропічних та субтропічних регіонах, особливо у Південній Африці, у Центральній та Південній Америці. Деякі види, наприклад, квасениця звичайна, поширені у прохолодних регіонах, в тому числі і в Україні.

## Роди
Родина складається з п'яти родів:
- Averrhoa L. — Аверроа[4]
- Biophytum DC. — Біофітум[5]
- Dapania Korth. — Дапанія[6]
- Oxalis L. типовий — Квасениця[7]
- Sarcotheca Blume[8]